# Ulemosaurus
Ulemosaurus ist eine ausgestorbene Gattung pflanzenfressender Dinocephalier, eines Taxons basaler Therapsiden (der so genannten „säugetierähnlicher Reptilien“). Die Fossilien, deren Alter ca. 265 Mio. Jahre beträgt, stammen aus dem mittleren Perm Russlands und werden der Ischejewo-Fauna zugerechnet. Ulemosaurus ist der einzige bekannte Vertreter der Tapinocephaliden, dessen Überreste außerhalb Südafrikas gefunden wurden.

## Fossilbericht und Körperbau
Die Erstbeschreibung fertigte Rjabinin 1938 anhand eines einzelnen Schädels an. Weitere Exemplare sind ebenfalls von Schädelfunden sowie von diversen unvollständigen postcranialen Elementen bekannt. Diese umfassen neben einem Schultergürtel auch einen Oberarmknochen, Elle und Speiche sowie einige Rückenwirbel.

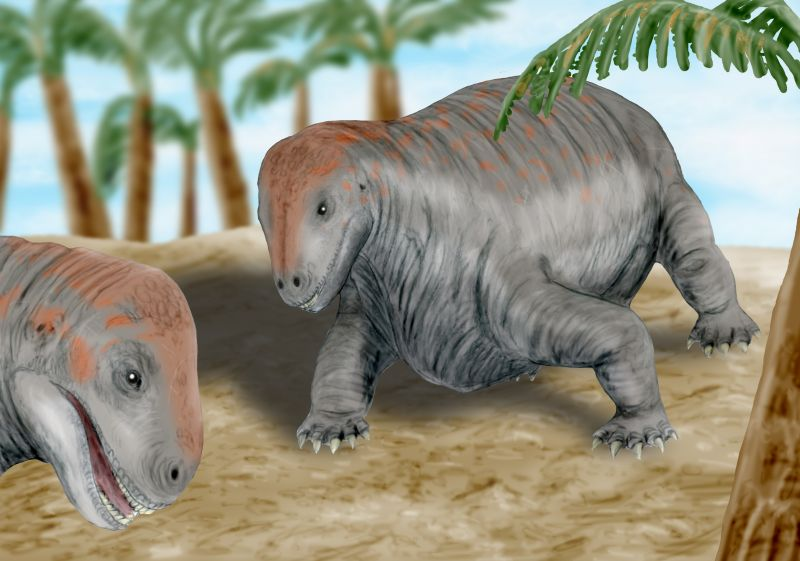
Lebendrekonstruktion von Ulemosaurus svijagensis

Die Schädel erreichten eine Länge von bis zu 30 Zentimetern, die Gesamtkörperlänge des Tieres betrug ca. 3 Meter. Ulemosaurus besaß eine schmale, spitz zulaufende Schnauze, die mit fingerförmig ineinandergreifenden großen Schneidezähnen, mittelgroßen Eckzähnen und kleineren Backenzähnen besetzt war. Die Postorbitalregion des Schädels (hinter den Augen) war sehr breit und hoch. Wie bei allen Dinocephaliern war das Schädeldach verdickt mit einer ausgeprägten Pachyostose über den Augenhöhlen. Die Schläfenöffnungen waren für einen Tapinocephaliden relativ groß.

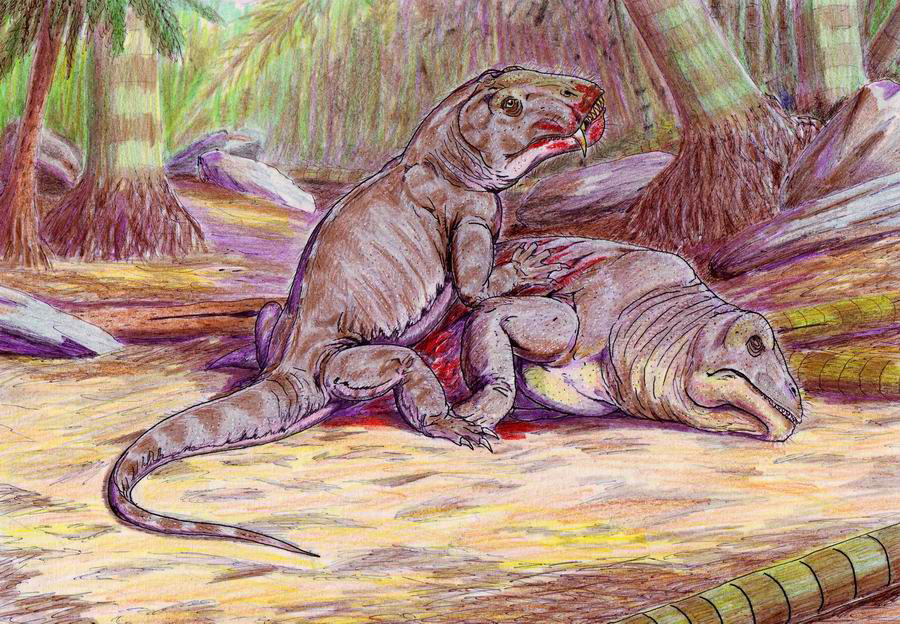
Von einem Titanophoneus gerissener Ulemosaurus (künstlerische Darstellung)

Ein weiteres Merkmal von Ulemosaurus war die für die Vertreter der Tapinocephaliden
typische unkonventionelle Körperhaltung. Während die Vordergliedmaßen noch die wie bei den Pelycosauriern gespreizt waren, hielt das Tier die kürzeren Hinterläufe bereits unter der Hüfte, so dass es eine Haltung ähnlich der einer modernen Giraffe aufwies.
Aufgrund zahlreicher anatomischer Gemeinsamkeiten hielt man Ulemosaurus svijagensis zunächst lediglich für eine neue Art der südafrikanischen Gattung Moschops. Heute wird Ulemosaurus jedoch von den meisten Wissenschaftlern als eine eigenständige Gattung aufgefasst, die zwar nahe mit Moschops verwandt ist, jedoch einige archaische Merkmale aufweist.

## Lebensweise
Der stark verdickte Stirnbeinknochen hat zu der Vermutung geführt, dass Ulemosaurus wie andere Dinocephalier auch den Kopf bei Revier- und Paarungskämpfen als Waffe einsetzte. Nicht gesichert ist außerdem, ob die Gattung vornehmlich auf dem trockenen Land lebte oder, wie vor allem in älteren Publikationen behauptet wird, eine zumindest semiaquatische Lebensweise besaß. Ein Verhalten wie das Kopfstoßen spricht jedoch gegen diese Annahme.
Die Ernährungsgewohnheiten von Ulemosaurus sind ebenfalls kontrovers. Zwar lässt die Körperhaltung des Tieres vermuten, dass es sich um einen Laubäser handelte. Die Zahnstruktur lässt jedoch eher auf eine omnivore Ernährungsweise schließen.